# Mădălina Zamfirescu
Mădălina Zamfirescu (Râmnicu Vâlcea, 1994. október 31. –) román válogatott kézilabdázó, a Râmnicu Vâlcea játékosa.

## Pályafutása

### Klubcsapatokban
Mădălina Zamfirescu szülővárosának csapatában, a CNOE Râmnicu Vâlceában kezdte pályafutását és párhuzamosan főiskolai tanulmányait is itt végezte. 2013 nyarán igazolt a CSM Ploieștihez. 2014 nyarán kölcsönbe került a SCM Craiovához, majd két idényt a HC Dunărea Brăila csapatában töltött. 2017 nyarán szerződött Magyarországra, a Debreceni-TVP csapatához. Két szezont töltött a hajdúsági csapatban, 2019 nyarán visszatért hazájába és szülővárosának csapatában, a Râmnicu Vâlceában folytatta pályafutását.

### A válogatottban
2010 és 2015 között játszott a román utánpótlás válogatottakban. A román válogatottban 2015-ben mutatkozott be, részt vett a 2016-os és 2018-as Európa-, és a 2017-es világbajnokságon.

## Sikerei, díjai
- Román bajnokság:
  - 2. hely: 2017
- Egyetemi világbajnokság:
  - 2. hely: 2016